# Devisthan (Achham)
Pour les articles homonymes, voir Devisthan.
Devisthan (en népalais : देविस्थान) est un comité de développement villageois du Népal situé dans le district d'Achham. Au recensement de 2011, il comptait 2 215 habitants.